# Rockland St Mary
Rockland St Mary – wieś w Anglii, w hrabstwie Norfolk, w dystrykcie South Norfolk. Leży 10 km na południowy wschód od Norwich i 160 km na północny wschód od Londynu. Miejscowość liczy 824 mieszkańców.